# مایانو
مایانو (به ایتالیایی: Majano) یک کومونه در ایتالیا است که در استان اودینه واقع شده‌است.

## خصوصیات
مایانو ۲۸٫۱ کیلومترمربع مساحت و ۶٬۰۵۶ نفر جمعیت دارد و ۱۷۰ متر بالاتر از سطح دریا واقع شده‌است.

## خواهرخوانده
شهرهای San Zenone degli Ezzelini و Traversetolo خواهرخوانده‌های مایانو هستند.